# 15624 Lamberton
15624 Lamberton este un asteroid din centura principală de asteroizi.

## Descriere
15624 Lamberton este un asteroid din centura principală de asteroizi. A fost descoperit pe 28 aprilie 2000 la Socorro, New Mexico, în cadrul proiectului LINEAR. Asteroidul prezintă o orbită caracterizată de o semiaxă mare de 2,38 ua, o excentricitate de 0,05 și o înclinație de 1,9° în raport cu ecliptica.